# ولادیمیر پوپوویچ (بازیگر)
ولادیمیر پوپوویچ (انگلیسی: Vladimir Popović؛ ۱۷ اوت ۱۹۳۵ – ۱۲ مهٔ ۱۹۸۱) بازیگر مشهور اهل کشور یوگسلاوی بود.
از فیلم‌ها یا برنامه‌های تلویزیونی که وی در آن نقش داشته‌است می‌توان به نبرد سوتیسکا اشاره کرد.